# Setra S 228 DT

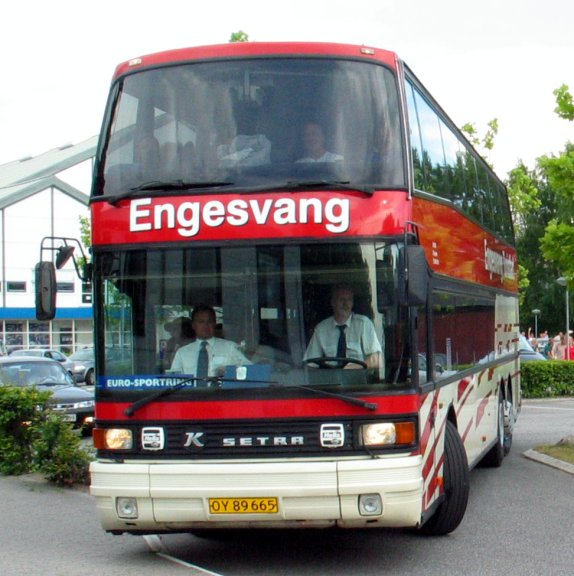
Рестайлинг автобуса

Setra S 228 DT (139) — двухъярусный туристический автобус, выпускаемый немецкой компанией Setra в 1982—1996 годах. Вытеснен с конвейера моделью Setra S 328 DT.

## Описание
Автобус Setra S 228 DT был первым двухэтажным автобусом, выпускаемым компанией Setra. Модель оснащена дизельным двигателем внутреннего сгорания OM 442 LA, который также ставили на Mercedes-Benz SK. Высота второго этажа составляет 1680 мм, высота первого этажа составляет 1800 мм.

## История
Автобус Setra S 228 DT впервые был представлен на выставке IAA в 1981 году. Длина составляла 12 метров, высота составляла 4 метра, а ширина составляла 2,5 метра. Полная масса автобуса составляла 22 тонны.
Изначально автобус оснащался дизельным двигателем внутреннего сгорания OM 422 LA, однако в 1989 году он был вытеснен двигателем OM 442 LA от Mercedes-Benz SK. Масса стала больше на 3 тонны (25 тонн).
Производство завершилось в 1996 году.